# Kruków (Sandomierz)
Kruków – część miasta Sandomierza, położona w północnej części miasta, w rejonie ulicy Kwiatkowskiego. 
Dawniej były tu grunty Państwowego Funduszu Ziemi o nazwie Kruków na południe od Mokoszyna w gminie Dwikozy. 31 grudnia 1961 wyłączono je z gromady Gierlachów i włączono go do Sandomierza. Na gruntach tych powstał Szpital Specjalistyczny Ducha Świętego.